# Bandera de Tunísia
La bandera de Tunísia fou adoptada oficialment el 1959. Deriva de l'antiga insígnia naval del Regne de Tunis, adoptada el 1831 per Al-Husayn II ibn Mahmud, encara que el disseny actual data de 1999. El creixent lunar i estrella sobre fons vermell recorden la bandera de l'Imperi Otomà i recorden el passat del país dins de l'Imperi Otomà.

## Construcció i dimensions
La Llei Orgànica núm. 99-56, de 30 de juny de 1999, aprovada el 3 de juliol per la Cambra dels Diputats, va formalitzar per primera vegada la bandera nacional en llei, aclarint l'article 4 de la Constitució. La bandera té la forma d'un rectangle vermell amb una amplada igual a dos terços de la seva longitud. Al mig de la bandera hi ha un besant o cercle blanc el diàmetre del qual és igual a un terç de la longitud del rectangle i el centre del qual es troba a la intersecció de les diagonals del rectangle. Un estel vermell de cinc puntes es troba a la dreta del cercle, el centre del qual es troba a una distància igual a una trentena part de la longitud de la bandera des del centre del cercle.
L'article 4 de la constitució de 1959 especifica la presència d'un dossier tècnic que conté una maqueta de la bandera, una guia per dibuixar-la, que inclou les mesures adequades, i les especificacions tècniques dels seus colors.

Plantilla de construcció de la bandera.

### Colors
| Model de color | Vermell    | Blanc         |
| -------------- | ---------- | ------------- |
| CMYK           | 0-100-92-9 | 0-0-0-0       |
| RGB            | 231, 0, 19 | 255, 255, 255 |
| HTML           | #E70013    | #FFFFFF       |